# Fiona (slak)
Fiona is een geslacht van weekdieren uit de klasse van de Gastropoda (slakken).

## Soort
- Fiona pinnata (Eschscholtz, 1831)